# Jogos Universitários Paulistanos
Os Jogos Universitários Paulistanos (JUP) é um evento organizado anualmente pela Secretaria de Esportes, Lazer e Recreação da Prefeitura da cidade de São Paulo. 

## Sobre
A primeira edição do JUP foi realizada em 2008 e promoveu 193 dias de competições esportivas para as 161 Instituições de Ensino Superior de São Paulo.
O posicionamento estratégico dos Jogos Universitários Paulistanos é uma atividade educacional e ferramenta para o desenvolvimento de adolescentes e jovens paulistanos. Investir na reconstrução do Esporte Universitário em São Paulo é trabalhar para o fortalecimento da educação e da amizade como soluções para o desenvolvimento de comunidades mais pacíficas e pessoas mais saudáveis.